# Terrin
För författaren, se Peter Terrin.

Blommig terrin från 1750 gjord av porslin med överglasyrmålning, Skoklosters slott.

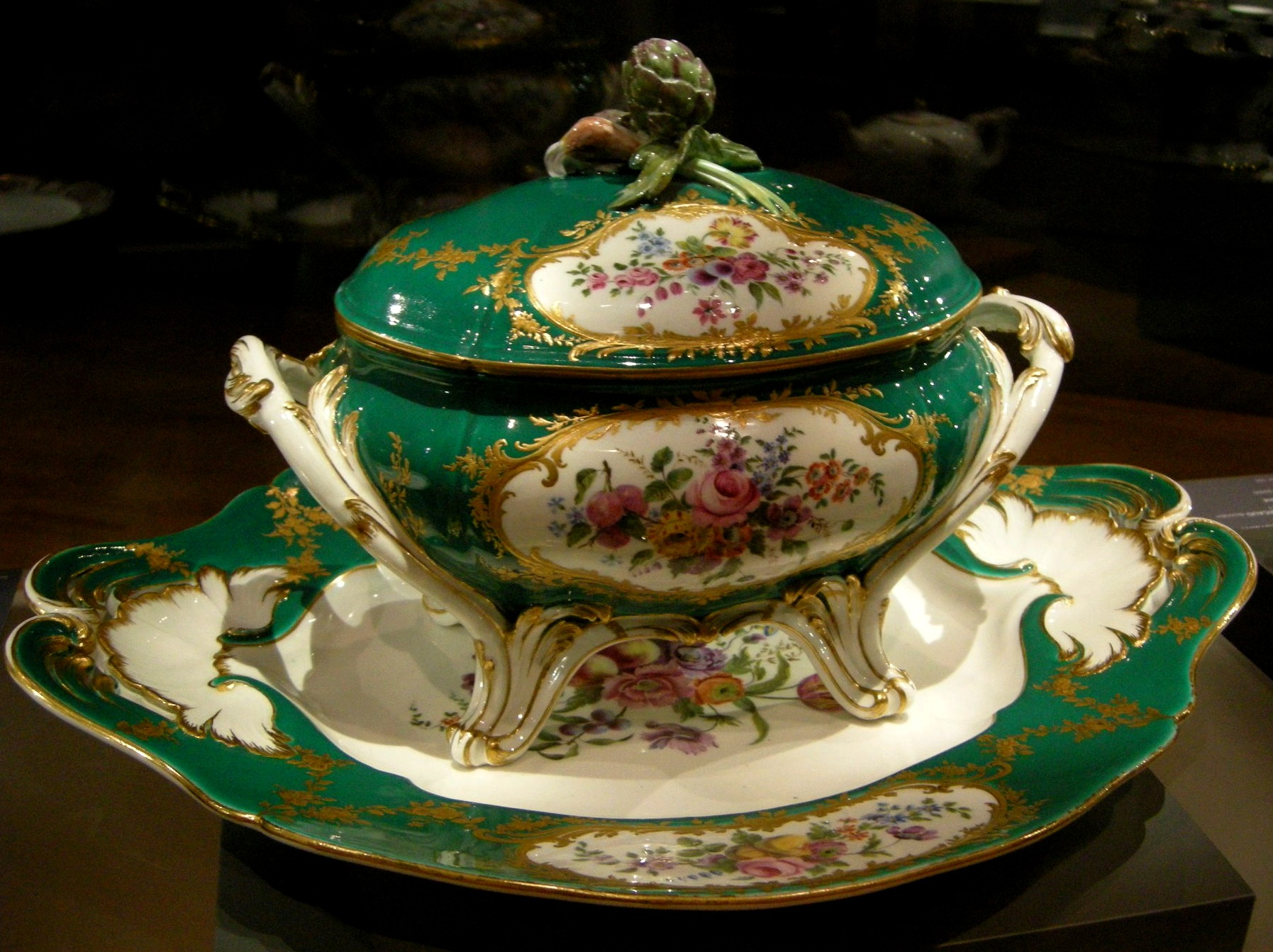
En klassisk soppterrin med lock och underfat, gjord av den franska porslinsfabriken i Sèvres under senare hälften av 1700-talet.

Terrin (från franskans terrine, 'lerkärl', jfr. latinets terra 'jord') kallas en oval eller rund serveringsskål med lock och två handtag, och ofta även med fötter och vanligen stående på ett underfat, som används för servering av maträtter som soppor och stuvningar.
Terrinen härstammar från 1700-talets Frankrike och är en förfining av den franska lergrytan, som fortfarande kallas terrine. Terrinen gjordes till en början i fajans, och senare också i porslin eller silver.
I dagens köksfranska kan terrin vara en kall maträtt av blandat kött eller fisk/skaldjur och grönsaker som tillagats med något bindemedel i en form (terrin) i ugn eller vattenbad.